# Ятимов, Саймумин Сатторович
Саймумин Сатторович Ятимов (род. 23 июля 1955 года, Фархорский район Кулябской области Таджикской ССР) — таджикский политический деятель и дипломат. Председатель ГКНБ Республики Таджикистан (с 2010 года). Бывший посол республики Таджикистан в Бельгии, Нидерландах, Люксембурге, ЕС, НАТО и ЮНЕСКО. Доктор политических наук по специальности «Политические проблемы международных отношений и глобального развития». С 2005 г. – по настоящее время преподаёт и читает лекции по курсу "International Relationship and Modern Diplomacy" на английском языке по приглашению Российско-Таджикского Славянского Университета. Автор более десяти монографий по проблемам международных отношений, глобального развития, дипломатии и безопасности на таджикском, русском и английских языках. Профессор. Член-корреспондент АН Республики Таджикистан.

## Биография
Родился 23 июля 1955 года в Фархорском районе Кулябской области (ныне Хатлонской области Таджикской ССР), таджик.
- В 1976 году окончил Кулябский государственный педагогический институт по специальности «Таджикский язык и литература»;
- 1976—1977 гг. — учитель таджикского языка и литературы в средних школах №15 и №10 Фархорского района Хатлонской области;
- 1977—1979 гг. — срочная военная служба в Вооружённых силах СССР, г.Каунас, Литва;
- 1979—1980 гг. — учитель таджикского языка и литературы в средней школе №10 Фархорского района Хатлонской области;
- 1980—1992 гг. — заведующий отделом Исполнительного комитета Фархорского района Хатлонской области;
- 1992—1996 гг. — заведующий отделом Хукумата Хатлонской области;
- 1996—1997 гг. — посол по особым поручениям Министерства иностранных дел Республики Таджикистан;
- 1997—2000 гг. — советник-посланник Посольства Республики Таджикистан в Исламской Республике Иран;
- 2000—2005 гг. — заместитель министра безопасности Республики Таджикистан;
- 2005—2007 гг. — первый заместитель министра иностранных дел Республики Таджикистан;
- 2007— 2010 гг. — Чрезвычайный и Полномочный посол РТ в Королевстве Бельгия [1]. По совместительству Глава Представительства Республики Таджикистан при Европейских Сообществах (ЕС — Европейская комиссия, ЕСSС — Европейское объединение угля и стали, ЕАЕС — Европейское сообщество по атомной энергии), НАТО, ЮНЕСКО.
- С 2 сентября 2010 — по настоящее время. — Председатель ГКНБ Республики Таджикистан[2]

- В 2000—2001 гг. получил второе высшее образование в Таджикском государственном национальном университете по специальности «правоведение»
- в 2001 г. защитил кандидатскую диссертацию на тему: «Идеологические основы внешней политики Исламской Республики Иран»;
- В 2002 г. — докторская диссертация на тему: «Хомейнизм и внешнеполитическая идеология Исламской Республики Иран в новой системе международных отношений»[3]
- с 2005 г. — чтение лекций по курсу «Международная политика и современная дипломатия» ("International Relationship and Modern Diplomacy") на английском языке по приглашению Российско-Таджикского Славянского Университета.

Женат, имеет 5 детей.
Награждён орденом «Зарринточ» II степени (2013)